# Teen Spirit
Teen Spirit är ett musikalbum från 2001 av den svenska popgruppen A-Teens . Till skillnad från gruppens tidigare album The Abba Generation består Teen Spirit till största delen av nyskrivet material.

## Låtlista

### Internationell
1. Upside Down – 3:14 (Jonsson; Sepehmanesh; Tysper)
2. ...To the Music – 3:22 (Flame; Hortlund; J. Boogie; Red One)
3. Halfway Around the World – 3:41 (Jonsson; Sepehmanesh; Tysper)
4. Firefly – 3:07 () (Anders Wikström; Fredrik Thomander; Wikström)
5. Sugar Rush – 3:03 (Anders Wikström; Fredrik Thomander; Wikström)
6. Rockin' – 3:27 (S. Rossnes; S. Rössnes)
7. Around the Corner of Your Eye – 4:12 (Anders Wikström; Fredrik Thomander; Wikström)
8. Slammin' Kind Love – 3:04 (Jan Kask; Peter Mansson)
9. All My love – 3:17 (Leif Sundin; Thomas Jansson)
10. For All That I Am – 3:19 (Claeson; Hjalmarsson; Norberg)
11. That's What (It's All About) – 3:17 (Nee; Tysper)
12. Morning Light – 3:10 (E-Type; Kristian Lundin; Mud)
13. Back For More – 3:13 (Anders Wikström; Fredrik Thomander; Wikström)

### USA och Kanada
- Spåret "Upside Down" bytte namn till "Bouncing off the Ceiling (Upside Down)".
- 13 spår på som standardutgåva, plus bonusspåret Track "Don't Even Know Your Name" (3:46) och musikvideo till "Bouncing off the Ceiling (Upside Down)".

### Japan
- 13 spår på som standardutgåva plus bonusspåret "Can't Stop the Pop" (3:00)".

### Storbritannien
- 13 spår på som standardutgåva, plus bonusspåren "Mamma Mia" (3:47) och "Super Trouper" (3:52).

## Singlar
Fyra låtar från albumet släpptes som singlar:
- Bouncing Off the Ceiling (Upside Down)
- Halfway Around the World
- Sugar Rush
- …To the Music

## Återlanseringar

### Thailand
I Thailand var Teen Spirit en stor framgång, och Universal Music återlanserade albumet med nytt omslag, bonusremixversioner och musikvideor.
1. Upside Down – 3:14
2. ...To the Music – 3:22
3. Halfway Around the World – 3:41
4. Firefly – 3:07
5. Sugar Rush – 3:03
6. Rockin' – 3:27
7. Around the Corner of Your Eye – 4:12
8. Slammin' Kind Love – 3:04
9. All My love – 3:17
10. For All That I Am – 3:19
11. That's What (It's All About) – 3:17
12. Morning Light – 3:10
13. Back For More – 3:13
14. Give It Up – 3:42
15. Upside Down [Almighty Radio mix] - 4:15
16. Halfway Around the World [M12 Massive Remix] – 6:57

Music Videos: Upside Down and Halfway Around the World

### Teen Spirit - ny version
Efter framgångarna med Teen Spirit2001, och singeln "Heartbreak Lullaby", tyckte Universal Music att det verkade bra att återlansra albumet i Skandinavien, Tyskland och Mexiko, där albumet sålde ganska bra, och återlanseringen utkom den 21 januari 2002, med namnet Teen Spirit - New Version.
1. Upside Down – 3:14
2. ...To the Music – 3:22
3. Halfway Around the World – 3:41
4. Firefly – 3:07
5. Sugar Rush – 3:03
6. Rockin' – 3:27
7. Around the Corner of Your Eye – 4:12
8. Slammin' Kind Love – 3:04
9. All My love – 3:17
10. For All That I Am – 3:19
11. That's What (It's All About) – 3:17
12. Morning Light – 3:10
13. Back For More – 3:13
14. Heartbreak Lullaby [Ray Hedges 7" Mix] – 4:07
15. Don't Even Know Your Name – 3:46
16. Can't Stop the Pop – 3:00
17. Give It Up – 3:42

## Listplaceringar
| Lista (2001)                         | Topplacering |
| ------------------------------------ | ------------ |
| Argentina                            | 4            |
| Brasilien                            | 35           |
| Chile                                | 7            |
| Danmark                              | 30           |
| Belgien ( Flandern)                  | 11           |
| Finland                              | 33           |
| Frankrike                            | 39           |
| Mexiko                               | 8            |
| Mexiko (Internationella albumlistan) | 5            |
| Nederländerna                        | 42           |
| Norge                                | 37           |
| Polen                                | 12           |
| Schweiz                              | 13           |
| Sverige                              | 2            |
| Tyskland                             | 5            |
| USA (Billboard 200)                  | 50           |
| Österrike                            | 18           |

### Fotnoter
1. ↑  ”Arkiverade kopian”. Arkiverad från originalet den 22 oktober 2012. https://web.archive.org/web/20121022021037/http://nl.newsbank.com/nl-search/we/Archives?p_product=PG&p_theme=pg&p_action=search&p_maxdocs=200&p_topdoc=1&p_text_direct-0=0EADE46B0FC74E64&p_field_direct-0=document_id&p_perpage=10&p_sort=YMD_date:D&s_trackval=GooglePM. Läst 10 mars 2011.
2. ↑  Länk
3. ↑  Länk
4. ↑  Information i Svensk mediedatabas.
5. ↑  Information i Svensk mediedatabas.
6. ↑  ”Listplacering”. Arkiverad från originalet den 10 mars 2016. https://web.archive.org/web/20160310204423/http://danishcharts.com/showitem.asp?interpret=A*Teens&titel=Teen+Spirit&cat=a. Läst 10 mars 2011.
7. ↑  Listplacering
8. ↑  Listplacering
9. ↑  Listplacering
10. ↑  Listplacering
11. ↑  Listplacering
12. ↑  Listplacering
13. ↑  Listplacering Arkiverad 5 mars 2016 hämtat från the Wayback Machine.
14. ↑  ”Billboard 200 2001-03-24” (på engelska). Billboard. https://www.billboard.com/charts/billboard-200/2001-03-24/. Läst 14 september 2022.
15. ↑  Listplacering